# Стаза дивова (стрип)
Стаза дивова је 35. епизода стрип серијала Кен Паркер објављена у Лунов магнус стрипу бр. 571. Објавио ју је Дневник из Новог Сада у децембру 1983. године. Имала је 94 странице и коштала 30 динара (0,24 $; 0,65 ДЕМ). Епизоду су нацртали Ђиовани Ћанти и Иво Милацо, а сценарио написали Ђанкарло Берарди и Тициано Склави. Аутор насловнце није познат, али је по свему судећи исти као и у ЛМС-565.

## Оригинална епизода
Оригинална епизода објављена је у новембру 1980. године под насловом Il Sentiero dei Giganti. Издавач је била италијанска кућа Cepim. Коштала је 600 лира и имала 96 страна.

## Кратак садржај
Радња се дешава у зиму 1876. године у канадском Саскачевану. Кен ради као разносач намирница копачима злата у градићу Сурпрајз. Кену се придружују снагатор Франц Магнус (ликом подсећа на глумца Арнолда Шварценегера), Хари Шов и Ерна Шурер у нади да ће пронаћи вереника који јој се није јавио годину дана.

## Значај епизоде
Две трећине епизоде нацртао је Ћовани Ћанти, који се и сам бави бодибилдингом. (Милацо преузима цртеж тек у последљој трећини епизоде.) То објашњава лик Франца којим Ћанти покушава разбије стереотип о томе да су снагатори и бодибилдери неуки људи. Франз је упућен у литератиру и са Кеном квалификовано дискутује о романима Натанијел Хотхорна.

### Инспирација књижевношћу
У епизоди се помиње роман The Marble Faun, Натанијел Хоторн, који је објављен 1860. године.

### Гостовање Тицијана Склација
Тицијано Склави, чувени сценариста Дилан Дога написао је сценаро за ову и епизоду Несуђена скво (ЛМС-604)

### Цензура
Редакција Дневника наставља са цензуром. Овог пута су избачене странице 84. и 90.